# Epson HX-20
Der Epson HX-20 (auch als HC-20 bekannt) war der erste richtige Laptop-Computer. Der grundlegende Entwurf vom Juli 1980 stammt von Yukio Yokozawa. Yokozawa arbeitete für das japanische Unternehmen Suwa Seikosha, eine Tochter von Seiko (jetzt Seiko Epson). Er erhielt ein Patent für seine Erfindung. Vorgestellt wurde das Gerät im Jahr 1981 in Japan als HC-20 und in Nordamerika und Europa als HX-20. Die Auslieferung erfolgte erst im Sommer 1982.

## Hardwareausstattung
In der Grundausstattung ist der Epson HX-20 ungefähr so breit und lang wie eine DIN-A4-Seite und 4 cm dick mit einem Gewicht von 1,6 kg.
Das Gerät hat eine Tastatur in voller Größe, aufladbare Nickel-Cadmium-Batterien, einen eingebauten LCD-Bildschirm mit einer Auflösung von 120 × 32 Pixel für vier Zeilen mit je 20 Zeichen. Als weiteres Ausgabegerät verfügt der Epson HX-20 über einen Matrixdrucker, wie er auch bei kaufmännischen Taschenrechnern üblich war. Als Speichermedium dient standardmäßig ein eingebauter Mikrokassettenrekorder.
Als zentrale Recheneinheit kommen zwei Hitachi 6301 (verbesserte Version des Motorola 6801) mit je 614 kHz zum Einsatz. Die Speicherausstattung ist standardmäßig 16 KiB RAM, erweiterbar auf 32 KiB RAM.

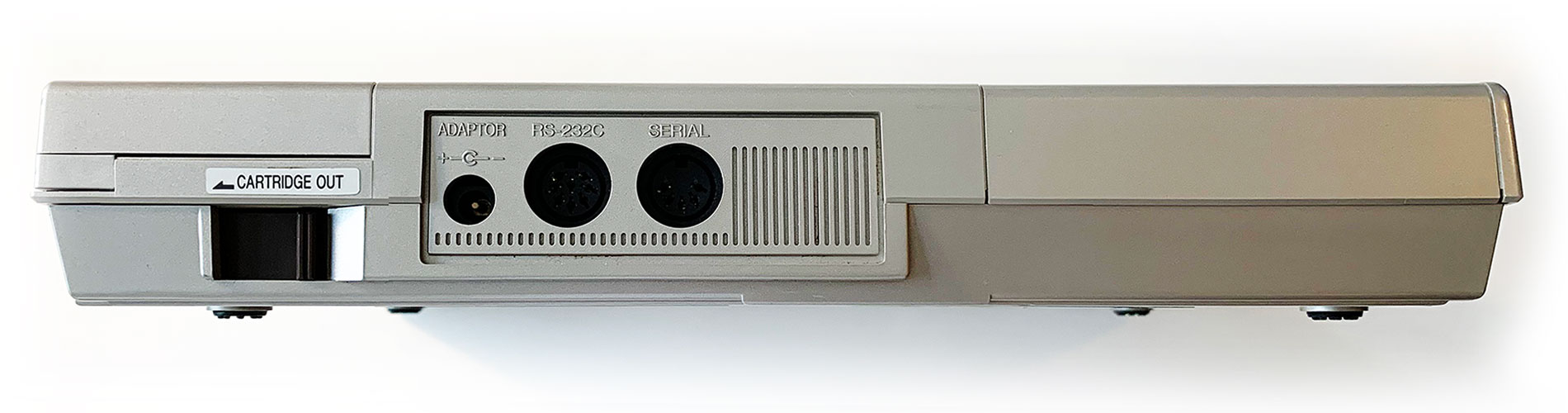
Die Schnittstellen auf der Rückseite des Epson HX-20

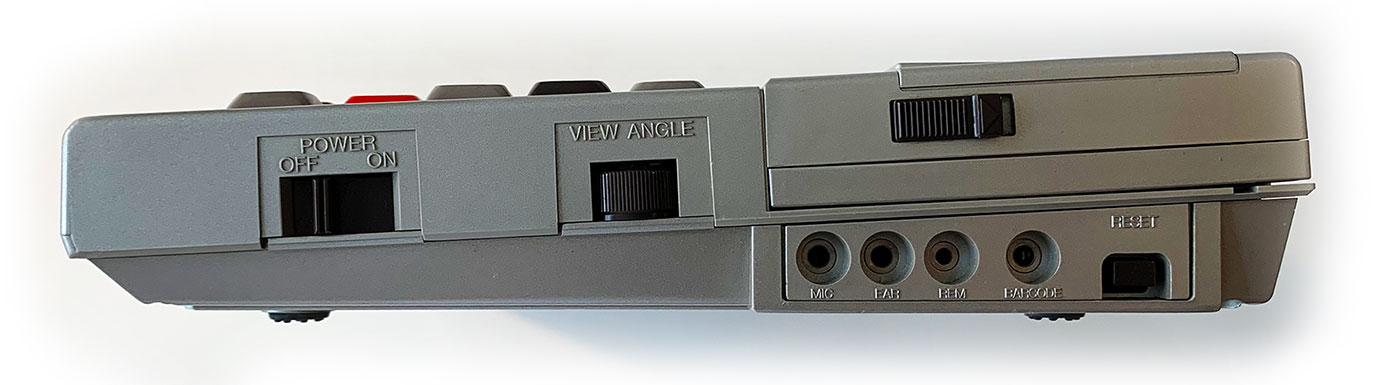
Die Schnittstellen auf der rechten Seite des Epson HX-20

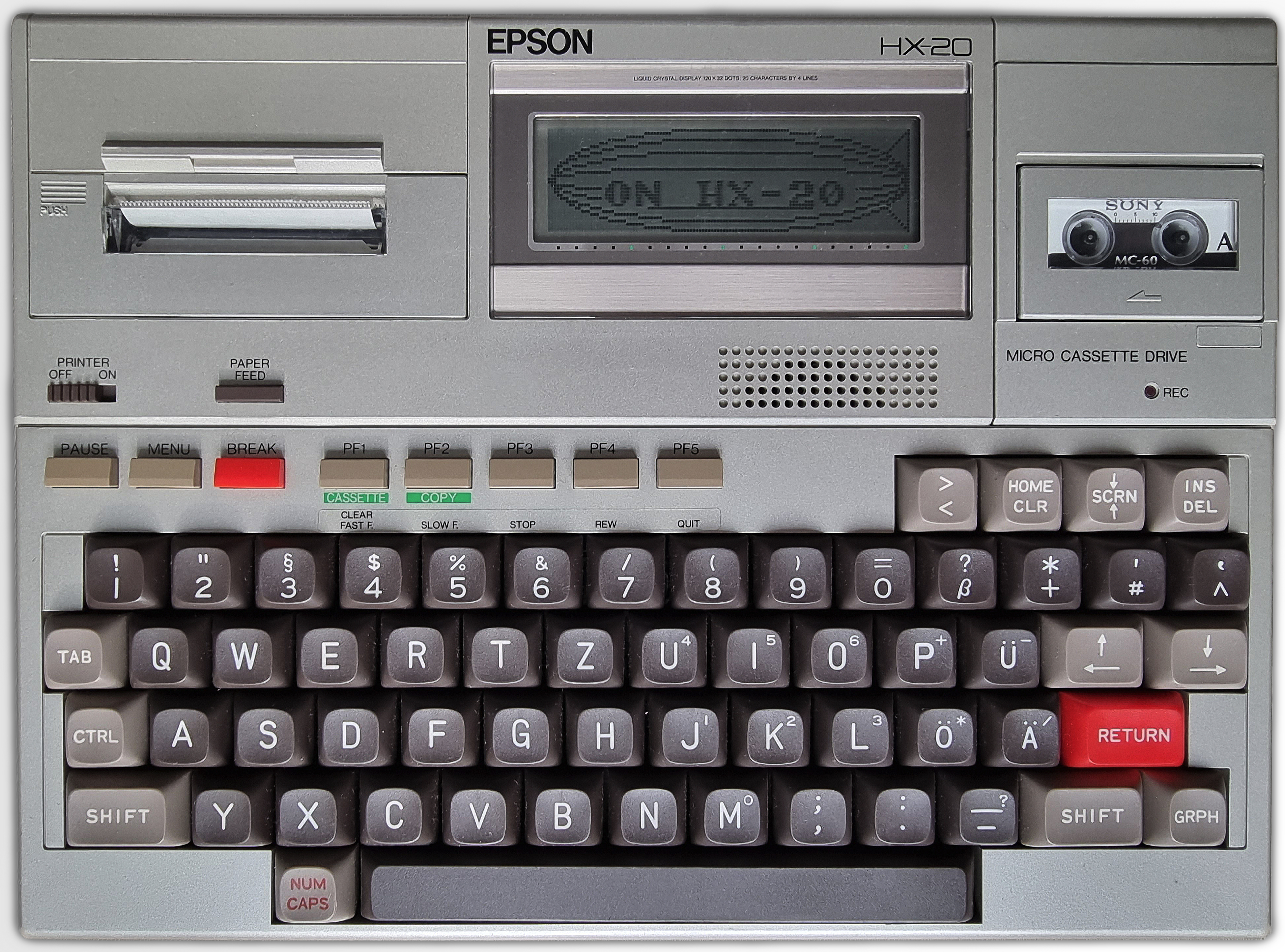
Frontalansicht des Epson HX-20 mit Deutscher Tastatur

Als Kommunikationsschnittstellen stehen zwei RS-232-Anschlüsse zur Verfügung für einen externen Drucker, ein Modem oder Akustikkoppler; für einen externen Bildschirm oder ein Speichermedium wie ein Diskettenlaufwerk steht ein serieller Bus zur Verfügung.
Durch die effiziente Systemarchitektur hatte der Epson HX-20 bei neuem Akku eine Laufzeit von 50 Stunden, wenn der Anwender nur BASIC oder den Monitor nutzt. Intensive Nutzung des Druckers und des Mikrokassettenrekorders verminderte die Gesamtlaufzeit.

## Softwareausstattung
Der Epson HX-20 verwendet ein proprietäres Betriebssystem, bestehend aus dem Epson-BASIC-Interpreter und einem Monitor-Programm.

## Vermächtnis
Der HX-20 war der erste weitläufig verfügbare tragbare Computer. Seine direkten Nachfolger sind der Epson PX-4, auf dem das CP/M-Betriebssystem lief, und in weiterer Folge der Epson PX-8. In einer ähnlichen Bauform brachte Tandy Radioshack 1985 den beliebten TRS-80 Model 100 heraus.